# Фридрих Бергијус
Фридрих Карл Рудолф Бергијус (Вроцлав, 11. октобар 1884 — Буенос Ајрес, 30. март 1949) био је немачки хемичар најпознатији по свом Бергијусовом процесу за производњу синтетичког горива из угља. Добитник је Нобелове награде за хемију (1931, коју је поделио са Карлом Бошом) као признање доприносу проналаска и развоју хемијских метода високог притиска.
Бергијус је рођен у близини Бресла (Вроцлава), у оквиру пруске провинције Шлеско.

## Академска каријера
Пре студија хемије, Бергијус је послат на шест месеци да ради у челичани Фридрих Вилхелмс у Милхајму. Студије је започео на Универзитету у Бреслау 1903. године, а завршио након само 4 године докторатом хемије на Универзитету у Лајпцигу. Његову тезу о сумпорној киселини као растварачу надзирао је Артхур Рудолф Ханц. У 1909. Бергијус је радио један семестар са Фрицом Хабером и Карлом Бошом у развоју Хабер-Бошовог процеса . Исте године позван је да ради на Универзитету Лајбниц у Хановеру са Маком Бодентстајном, који је развио идеју хемијске кинетике и заузео место професора.

## Рад

### Синтетичко гориво из угља
Током његове хабилитације развијене су технике за хемију под високим притиском и при високим температурама супстрата који садрже угљеник, дајући патент о Бергијусовом процесу 1913. године. У овом процесу течни угљоводоници који се користе као синтетичко гориво добијају се хидрогенизацијом лигнита (мрки угаљ). Теодор Голдсмит га је позвао да сагради индустријски део у својој фабрици Th. Goldschmidt AG 1914. Производња је започела тек 1919. године, након завршетка Првог светског рата, када је потреба за горивом већ опадала.
Технички проблеми, инфлација и сталне критике Франца Јозефа Емила Фишера, који су прешли у подршку након личне демонстрације процеса, успорили су напредак и Бергијус је продао свој патент БАСФ-у, где је Карл Бош на њему радио. Пре Другог светског рата изграђено је неколико постројења са годишњим капацитетом од 4 милиона тона синтетичког горива.

### Шећер од дрвета
Хидролиза дрвета за производњу шећера за индустријску употребу постала је тежак задатак за Бергијуса. Након што се преселио у Хајделберг, почео је да побољшава процес и планирао индустријску производњу. Велики трошкови и технички проблеми замало су га довели до банкрота. Судски извршитељ пратио је Бергијуса у Стокхолм по новац од његове Нобелове награде за хемију 1931. године.
Покрет аутаркије пре Другог светског рата подстакао је процес и изграђено је неколико постројења. Бергијус се преселио у Берлин где је био само незнатно укључен у развој. Док је био у Бад Гастајну у Аустрији, ваздушним нападом уништена је његова лабораторија и кућа. Остатак рата остао је у Аустрији.

### Међународни ангажман
После рата његово држављанство је доведено у питање због његове сарадње са IG Farben, што је резултирало његовим одласком из Немачке да ради као саветник у Италији, Турској, Швајцарској и Шпанији . Емигрирао је у Аргентину, где је радио као саветник у Министарству индустрије. Преминуо је у Буенос Ајресу 30. марта 1949

## Награде
Он и Карл Бош добили су Нобелову награду за хемију 1931. године као признање за њихов допринос проналаску и развоју хемијских метода високог притиска. Године 1937. одликован је медаљом Вилхелм Екнер.